# Drogoszowice
Drogoszowice – wieś w Polsce położona w województwie dolnośląskim, w powiecie oleśnickim, w gminie Twardogóra.

## Podział administracyjny
W latach 1975–1998 miejscowość administracyjnie należała do województwa wrocławskiego.